# Wimbledon

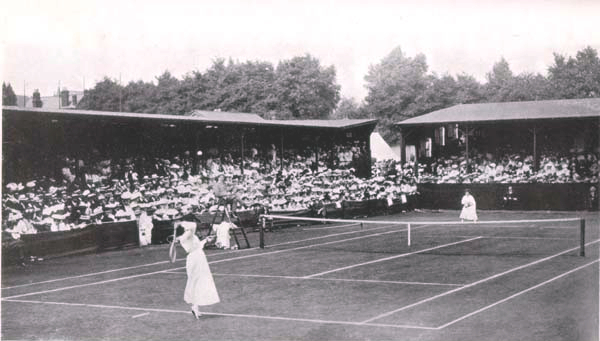
Finał singla pań (1906)

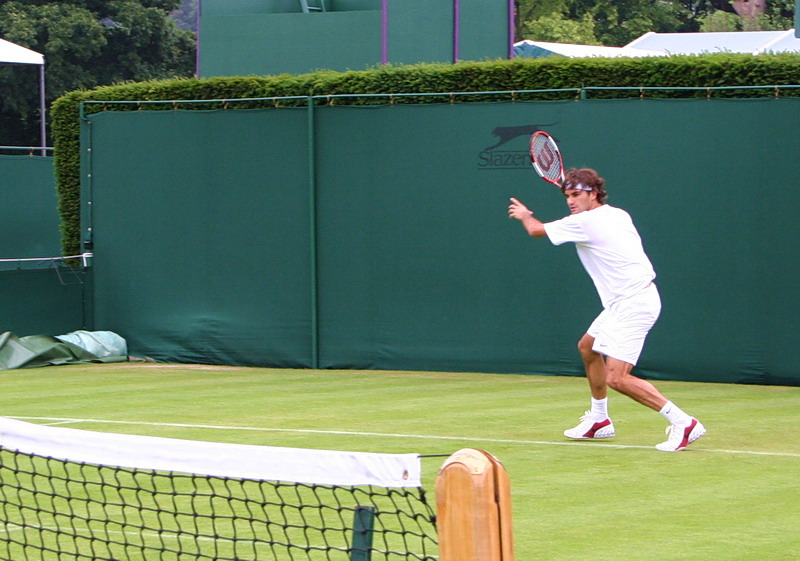
Roger Federer – ośmiokrotny mistrz Wimbledonu

Wimbledon – tenisowy turniej zaliczany do turniejów Wielkiego Szlema. Rozgrywany jest on od 1877 roku jako mistrzostwa Anglii. Jest to najstarszy turniej tenisowy na świecie – The Championships. Rozgrywany jest w jednej z 32 dzielnic Wielkiego Londynu – Wimbledon (w gminie London Borough of Merton), położonej na południowy zachód od centrum miasta. Na tamtejszych kortach trawiastych All England Lawn Tennis and Croquet Club (AELTC) odbywa się co roku, na przełomie czerwca i lipca. Uznawany jest za nieoficjalne mistrzostwa świata na kortach trawiastych.

## Historia
Pierwszy turniej tenisowy w historii odbył się na kortach Wimbledonu 9 lipca 1874, lecz nie były to jeszcze mistrzostwa Anglii.
Pierwszy turniej wimbledoński, już wtedy zakłócony deszczem, odbył się w 1877 roku. Były to tylko rozgrywki singla mężczyzn. Zakończył się w dniu 19 lipca na trawiastym korcie, już pod nową nazwą klubu, All England Croquet and Lawn Tennis Club, przy Worple Road.
W 1884 roku program poszerzono o rozgrywki singla pań i debla panów. Debel kobiet i gra mieszana po raz pierwszy odbyły się w 1913 roku. Aż do nastania ery open w 1968 roku, podobnie do pozostałych turniejów wielkoszlemowych, w Wimbledonie mogli uczestniczyć wyłącznie amatorzy. Ostatnim brytyjskim triumfatorem był Andy Murray w 2016 roku, a triumfatorką – Virginia Wade w 1977 roku.
Na długiej liście triumfatorów Wimbledonu, zapoczątkowanej nazwiskiem Gore’a, widnieją znacznie sławniejsi od niego gracze, którzy potrafili wygrywać ten turniej „seriami”. Najwięcej razy Wimbledon wygrywał Szwajcar Roger Federer 8 razy (2003–2007, 2009, 2012, 2017), 7 razy zrobili to Anglik William Renshaw (1881–1886 i 1889), Amerykanin Pete Sampras (1993–1995, 1997–2000) oraz Serb Novak Đoković (2011, 2014, 2015, 2018, 2019, 2021, 2022).
Wśród kobiet najwięcej, 9 razy Wimbledon wygrała Martina Navrátilová (1978, 1979, 1982–1987, 1990), 8 razy Wimbledon wygrała Amerykanka Helen Wills Moody (1927–1930, 1932, 1933, 1935, 1938).
Rekordy tenisistów XIX i początków XX wieku pomniejsza fakt, że korzystali z regulaminu obowiązującego do 1922 r., gwarantującego obronę tytułu mistrza Wimbledonu bez konieczności przebijania się przez turniej zasadniczy, tj. challenge round.
W 2012 roku korty Wimbledonu były areną zmagań tenisistów podczas XXX Letnich Igrzysk Olimpijskich, które rozpoczęły się trzy tygodnie po Wimbledonie.
136. edycja turnieju w Wimbledonie rozpoczęła się tradycyjnie w poniedziałek, 3 lipca 2023, 146 lat od pierwszych zawodów.
W 2022 roku Wimbledon obchodził stulecie swojego „Kortu Centralnego” (Centre Court). Jego nazwa wywodzi się od lokalizacji głównego kortu w pierwotnej siedzibie All England Croquet Club przy Worple Road – główny kort znajdował się w centrum wszystkich pozostałych. Nazwa została zachowana, gdy klub przeniósł się do obecnej lokalizacji przy Church Road w 1922 roku.

## Korty
Nawierzchnia kortów to od 2001 roku rodzaj trawy o nazwie życica trwała (Lolium perenne, perennial ryegrass). To, jak piłka się odbija, w dużej mierze zależy jednak od gleby, a nie od trawy. Gleba musi być twarda i sucha, aby w ciągu 13 dni gry nie dochodziło do uszkodzeń podłoża kortu. Aby uzyskać wymaganą jakość powierzchni o równomiernej konsystencji i twardości, korty są rolowane jednotonowym walcem i przykrywane, aby były suche i twarde. W tym celu przeprowadzane są regularne pomiary. Podczas Mistrzostw trawa ma wysokość 8 mm i jest koszona codziennie.
Wimbledon jest w tej chwili jedynym turniejem wielkoszlemowym, rozgrywanym na trawie. W przeszłości nawierzchnię trawiastą posiadały również inne turnieje wielkoszlemowe: French Open do 1928 r., US Open do 1975 r., a Australian Open do 1988 roku.
Dwa główne korty Wimbledonu – kort centralny i kort nr 1 – są używane tylko podczas tego turnieju. Na pozostałych siedemnastu są rozgrywane także inne imprezy londyńskiego All England Lawn Tennis and Croquet Club.
W 1922 roku lokalizacja turnieju wimbledońskiego uległa zmianie – został on przeniesiony z Worple Road na Church Road w obrębie tej samej dzielnicy. Za budowę głównego kortu odpowiedzialny był Stanley Peach. Pierwszy mecz na nowym obiekcie rozegrany został 26 czerwca 1922. Powstały wtedy kort centralny mieści prawie 14 tysięcy miejsc. Ze względu na częste opady deszczu podczas turnieju, zbudowano nad nim zasuwany dach, który został ukończony w 2009 roku. Kort centralny jest miejscem rozgrywania wszystkich półfinałów oraz finałów. We wcześniejszych fazach odbywa się na nim wiele pojedynków z udziałem najwyżej rozstawionych zawodników.
Drugim pod względem ważności kortem jest kort nr 1. W obecnej formie istnieje on od 1997 r., kiedy zastąpił swego zbyt małego poprzednika. Pojemność nowego kortu, to około 11 000 miejsc.
Kort nr 2, o pojemności 3000 miejsc jest nazywany „cmentarzem mistrzów” (Graveyard of Champions). Nazwa ta wzięła się z tego, że wielu faworytów (m.in. John McEnroe, Pete Sampras czy siostry Williams) odpadało tu niespodziewanie we wczesnych rundach turnieju.

## Tradycje
Tradycyjnymi barwami Wimbledonu są ciemnozielony i fioletowy. W tych też kolorach są logo turnieju, a nawet ręczniki używane przez zawodników. Do 2005 r. ubrania w tej kolorystyce były noszone przez sędziów i dzieci do podawania piłek, jednak obecnie stroje te zastąpiły granatowe ubiory z kolekcji Ralpha Laurena. Tenisiści grający na Wimbledonie zobowiązani są występować w białych kostiumach – jest to jedyne tego typu ograniczenie w całym cyklu rozgrywkowym.
Truskawki z bitą śmietaną są tradycyjnie spożywane przez widzów Wimbledonu i stały się synonimem tego turnieju. Co roku zużywa się ponad 38 ton truskawek.
Turniej wimbledoński rozpoczyna się zawsze w poniedziałek. Niedziela, siódmy dzień turnieju, tradycyjnie był dniem wolnym. Nie odbywały się wtedy żadne gry. Odstępstwo od tej reguły miało miejsce czterokrotnie – w latach 1991, 1997, 2004 i 2016, kiedy właśnie w niedzielę nadrabiano spowodowane opadami deszczu zaległości. Wprowadzono wówczas tanie, dostępne od ręki bilety, bez rezerwacji miejsc. Deszcz podczas turnieju stanowi również niejako tradycję. Począwszy od 2022 roku mecze rozgrywane są również w niedzielę.
W 2007 r. na Wimbledonie zrównano ostatecznie nagrody pieniężne dla tenisistów oraz tenisistek. Wcześniej równouprawnienie wprowadziły pozostałe turnieje wielkoszlemowe.

## Rekordy
| Rekord                             | Kobiety                                          | Mężczyźni                             |
| najwięcej tytułów (łącznie)        | Billie Jean King (20) / Martina Navrátilová (20) | Lawrence Doherty (13)                 |
| najwięcej tytułów (gra pojedyncza) | / Martina Navrátilová (9)                        | Roger Federer (8)                     |
| najwięcej tytułów (gra podwójna)   | Elizabeth Ryan (12)                              | Todd Woodbridge (9)                   |
| najwięcej tytułów z rzędu          | / Martina Navrátilová (6)                        | William Renshaw (6)                   |
| najmłodsi mistrzowie               | Lottie Dod 1887, 15 lat, 9 miesięcy              | Boris Becker 1985, 17 lat, 7 miesięcy |
| najstarsi mistrzowie               | Charlotte Cooper 1908, 37 lat, 9 miesięcy        | Arthur Gore 1909, 41 lat, 6 miesięcy  |
| ostatni brytyjscy triumfatorzy     | Virginia Wade (1977)                             | Andy Murray (2016)                    |

## Aktualni mistrzowie
| Konkurencja                        | Mistrzowie 2025                        |
| gra pojedyncza mężczyzn            | Jannik Sinner                          |
| gra pojedyncza kobiet              | Iga Świątek                            |
| gra podwójna mężczyzn              | Julian Cash Lloyd Glasspool            |
| gra podwójna kobiet                | Wieronika Kudiermetowa Elise Mertens   |
| gra mieszana                       | Kateřina Siniaková Sem Verbeek         |
| gra pojedyncza chłopców            | Ivan Ivanov                            |
| gra pojedyncza dziewcząt           | Mia Pohankova                          |
| gra podwójna chłopców              | Oskari Paldanius Alan Ważny            |
| gra podwójna dziewcząt             | Kristina Penickova Vendula Valdmannova |
| gra pojedyncza mężczyzn na wózkach | Tokito Oda                             |
| gra pojedyncza kobiet na wózkach   | Ziying Wang                            |
| gra pojedyncza na quadach          | Niels Vink                             |
| gra podwójna mężczyzn na wózkach   | Martin De La Puente Ruben Spaargaren   |
| gra podwójna kobiet na wózkach     | Xiaohui Li Ziying Wang                 |
| gra podwójna na quadach            | Guy Sasson Niels Vink                  |
| turniej legend mężczyzn            | Bob Bryan Mike Bryan                   |
| turniej legend kobiet              | Cara Black Martina Hingis              |
| turniej legend w grze mieszanej    | Katie O'Brien Thomas Johansson         |